# Hilbert-féle axiómarendszer
A Hilbert-féle axiómarendszer egy 20 (eredetileg 21) axiómából álló axiómarendszer, amit David Hilbert német matematikus javasolt 1899-ben az euklideszi geometria axiomatizálására. A Hilbert-féle axiómarendszeren kívül később további axiómarendszereket is kidolgoztak az euklideszi geometria axiomatizálására, például Tarski és Birkhoff.

## Az axiómák
A Hilbert-féle axiómarendszer alapfogalmai a következők:
- pont
- egyenes
- sík

Ezek között a fogalmak között a következő relációkat definiáljuk:
- az illeszkedés bináris reláció, ami egy pont és egy egyenes között, egy pont és egy sík között, illetve egy egyenes és egy sík között állhat fenn,
- a két pont között lenni egy háromváltozós reláció, ami három pont között állhat fenn,
- az egybevágóság pedig egy bináris reláció, ami két szakasz között vagy két szög között állhat fenn.

Vegyük észre, hogy a szakaszokat, szögeket, háromszögeket pontok és egyenesek, illetve az illeszkedés és két pont között lenni relációk használatával definiálhatjuk.
Az axiómarendszer axiómáit 5 csoportba szokás sorolni. Ezek a következők:
- az illeszkedés axiómái,
- a rendezés axiómái,
- az egybevágóság axiómái,
- a folytonosság axiómái,
- a párhuzamosság axiómája.

### Az illeszkedés axiómái
- A és B ponthoz mindig tartozik egy a egyenes, amely mindkét pontra illeszkedik.
- A és B ponthoz nem tartozik több, mint egy olyan egyenes, amely az A, B (mindkét) pontra illeszkedik.
- Minden egyeneshez legalább két pont illeszkedik. Létezik olyan három pont, amelyek nem illeszkednek egy egyeneshez.
- Bármely három, nem egy egyeneshez illeszkedő ponthoz (A, B, C–hez) tartozik legalább egy φ sík, amely mindhárom (A, B, C) pontra illeszkedik.
- Bármely három, nem egy egyeneshez illeszkedő ponthoz (A, B, C–hez) legfeljebb egy olyan sík tartozik, amely a három pont mindegyikéhez illeszkedik.
- Ha egy a egyenesnek két pontja (A és B) rajta van egy φ síkon, akkor a összes pontja rajta van a síkon.
- Ha α és β síknak van egy közös P pontja, akkor legalább van még egy közös Q pontja.(P ≠ Q)
- Van legalább négy, nem egy síkhoz illeszkedő pont.
- Minden síkhoz legalább 3 pont illeszkedik.

### A rendezés axiómái
- Ha egy B pont A és C között van, akkor B a C és A között is van, és A, B, C egy egyenes három különböző pontja.[1][2]
- Két ponthoz, A – hoz és C – hez az AC egyenesnek legalább egy olyan B pontja létezik, hogy a B az A és C pont között van (és az AC egyenesnek legalább egy olyan D pontja létezik, hogy C a B és D pontok között van.)[3]
- Egy egyenesnek bármely három pontja közül pontosan (legfeljebb elég?) az egyik van a másik kettő között.[4][Pontosan: az egyenes bármely három eltérő A B C pontjára mindig értelmezett a "két pont között lenni" reláció. Legfeljebb: az egyenes bármely három eltérő A B C pontjára előfordulhat, hogy nincs rájuk értelmezve a "két pont között lenni" reláció. A szakasz címe az utóbbi esetben A részbenrendezés axiómái lenne. A rendezés ismereteim szerint a teljes rendezést jelenti. A részbenrendezés nem rövidíthető így.]
- Ha az A, B, C pontok nem egy egyenesen vannak, és a egy az ABC síkon lévő, de az A, B, C pontok egyikéhez sem illeszkedő egyenes, amely illeszkedik valamely A és B közötti ponthoz, akkor feltétlenül illeszkedik vagy egy B és C, vagy pedig egy C és A közötti ponthoz is.[5] (Pasch-axióma)

### Az egybevágóság axiómái
- A szakaszok és szögek egybevágósága ekvivalencia-reláció. Azaz tegyük fel, hogy AB, A1B1, A2B2 szakaszok (szögekre hasonlóan). Ekkor:
  - AB ≡ AB (az egybevágóság reflexív)
  - Ha A1B1 ≡ AB, akkor AB ≡ A1B1 (az egybevágóság szimmetrikus)
  - Ha A1B1 ≡ AB, és A2B2 ≡ AB, akkor A1B1 ≡ A2B2 (az egybevágóság tranzitív)
- Ha adott egy AB szakasz, és egy A1 kezdőpontú a1 félegyenes, akkor a1–en van egy B1 pont úgy, hogy AB ≡ A1B1. (egybevágó AB–vel.)
- Ha az a egyenes közös (belső) pont nélküli AB és BC szakasza, továbbá A1B1 és B1C1ugyanannak, vagy egy másik a1 egyenesnek olyan közös (belső) pont nélküli szakasza, hogy AB ≡ A1B1 és BC ≡ B1C1, akkor AC ≡ A1C1.
- Legyen adva a (h,k)∠ (konvex), és egy félsík; a félsík határán 'O' pont, és a félsíkot határoló egyenesnek O ponttal határolt egyik félegyenese 'h1'. Egy és csakis egy olyan O ponttal határolt k1 félegyenes van az adott félsíkon, hogy (h,k)∠ ≡ (h1,k1)∠
- Ha két háromszögre, ABC – re és A1B1C1 – re nézve érvényesek a következők: AB ≡ A1B1, AC ≡ A1C1, BAC∠ ≡ B1A1C1∠, akkor: ABC∠ ≡ A1B1C1∠.

### A folytonosság axiómái
- Ha AB és CD két tetszőleges szakasz, akkor az AB egyenesen van 'n' számú különböző pont, A1, A2,…, An, úgy, hogy AA1, A1A2, A2A3,…,A(n-1)An szakaszok mindegyike egybevágó a CD szakasszal, és B az A és An pont között van.
- A síkot újabb pontok vagy újabb egyenesek hozzácsatolásával nem lehet olyan síkká bővíteni, melyre nézve az összes előbbi axióma érvényes.

### A párhuzamosság axiómája
- Az euklideszi (vagy sík) geometriában: 
 Egy tetszőleges a egyenes és egy rá nem illeszkedő A pont meghatározta síkon az A ponthoz illeszkedő egyenesek legfeljebb egyike nem metszi az a egyenest.
- A Bolyai-Lobacsevszkij-féle (vagy hiperbolikus) geometriában: 
 Egy tetszőleges a egyeneshez egy rá nem illeszkedő A ponton keresztül legalább 2 olyan (különböző) egyenes, melyek nem metszik az adott egyenest.